# 曹国庆
曹国庆（1952年—），河北宁晋人。汉族。中共党员。中国人民解放军少将。西安政治学院法律专业毕业。
曾任第二军医大学政委。
2008年，当选第十一届全国人民代表大会解放军代表。